# Auke
Auke ist ein männlicher Vorname, der sehr selten auch weiblich verwendet wird.

## Herkunft und Bedeutung
Der Vorname Auke stammt aus dem Friesischen. Seine Herkunft kann – wie bei anderen kurzen Namen – nicht eindeutig geklärt werden. Im 17. Jahrhundert wurde der Name zu Augustinus oder Aurelius latinisiert.

## Verbreitung
Der Vorname Auke ist in Deutschland kaum verbreitet. In den Niederlanden ist er vor allem in Friesland und in der Provinz Groningen verbreitet.

## Varianten
- Aukje, weiblich

## Bekannte Namensträger
- Auke de Vries (* 1937), niederländischer Bildhauer und Grafiker

## Sonstiges
Der Familienname Auken ist eine patronymische Bildung zu Auke.